# Đảo Little Barrier
Đảo Little Barrier, hay Hauturu trong tiếng Māori (tên chính thức của người Māori là Te Hauturu-o-Toi), nằm ngoài khơi bờ biển phía đông bắc của Đảo Bắc của New Zealand. Nằm 80 km (50 dặm) về phía bắc Auckland, hòn đảo được phân tách từ đất liền về phía tây bởi Kênh Jellicoe và từ Đảo Great Barrier lớn hơn về phía đông bởi eo biển Cradock. Hai hòn đảo được đặt tên khéo léo che chở Vịnh Hauraki khỏi nhiều cơn bão của Thái Bình Dương.
Người Māori định cư ở đảo này vào khoảng giữa năm 1350 và 1650, hòn đảo đã bị chiếm đóng bởi những người đó cho đến khi chính phủ New Zealand tuyên bố hòn đảo là khu bảo tồn động vật hoang dã vào năm 1897. Kể từ khi hòn đảo này nằm dưới sự kiểm soát của chính phủ, nó chỉ bị giới hạn vài kiểm lâm viên sống trên đảo. Trong ngôn ngữ của người Maori, tên của tên đảo có nghĩa là "nơi nghỉ ngơi của những cơn gió kéo dài". Cùng với người hàng xóm lớn hơn Great Barrier, nó được đặt tên tiếng Anh bởi Thuyền trưởng James Cook vào năm 1769. 